# Dieter Spoerry
Dieter Spoerry (ur. 14 marca 1937 roku w Zurychu, zm. 26 sierpnia 1972 roku w Seewis im Prättigau) – szwajcarski kierowca wyścigowy.

## Kariera
Spoerry rozpoczął karierę w międzynarodowych wyścigach samochodowych w 1965 roku od startu w klasie P 5.0 24-godzinnego wyścigu Le Mans, w którym uplasował się na trzeciej pozycji, a w klasyfikacji generalnej był szósty. Rok później był najlepszy w klasie S 5.0, ale nie osiągnął linii mety. W kolejnych dwóch sezonach stawał na najwyższym stopniu podium w klasach GT 5.0 i P 3.0, kończąc wyścig na drugim miejsce w klasyfikacji generalnej w 1968 roku.